# Isabel Grifoll i Àvila
Isabel Grifoll i Àvila (Barcelona, 1958) és una historiadora, filòloga i docent catalana, especialitzada en la Història de la literatura catalana.
Com a docent, exerceix de professora de literatura a la facultat de lletres de la Universitat de Lleida. Es dedicà a l'estudi de la narrativa catalana medieval en vers i en la producció literària de la baixa edat mitjana, tant d'autors com d'obres. En aquesta línia, destacà amb la publicació l'any 1998 d'una versió modernitzada del Tirant lo Blanc així com en la redacció de diversos articles sobre Ausiàs Marc, Ramon Llull, Joanot Martorell, la poesia trobadoresca i les noves rimades.